# Max-Gotthard Schulz
Max-Gotthard Schulz (* 21. November 1940 in Hamburg; † 24. Januar 2000) war ein deutscher Geologe und Paläontologe. Er war Dozent an der Christian-Albrechts-Universität Kiel.

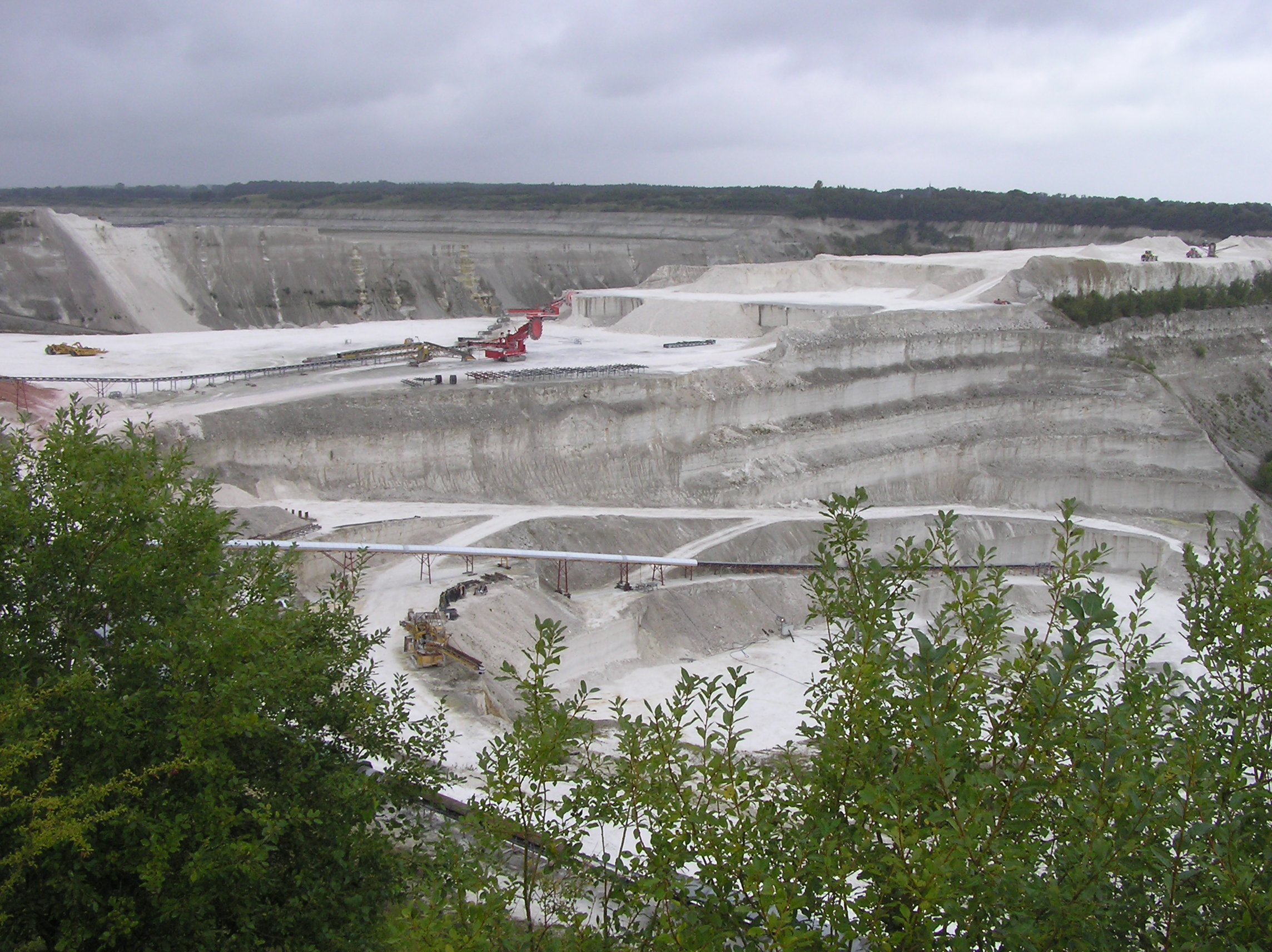
Kreidegrube Lägerdorf

## Leben
Schulz studierte nach Abitur am Bismarck-Gymnasium in Hamburg ab 1961 Geologie und Paläontologie in Hamburg und Heidelberg mit dem Diplom-Abschluss in Hamburg 1969. 

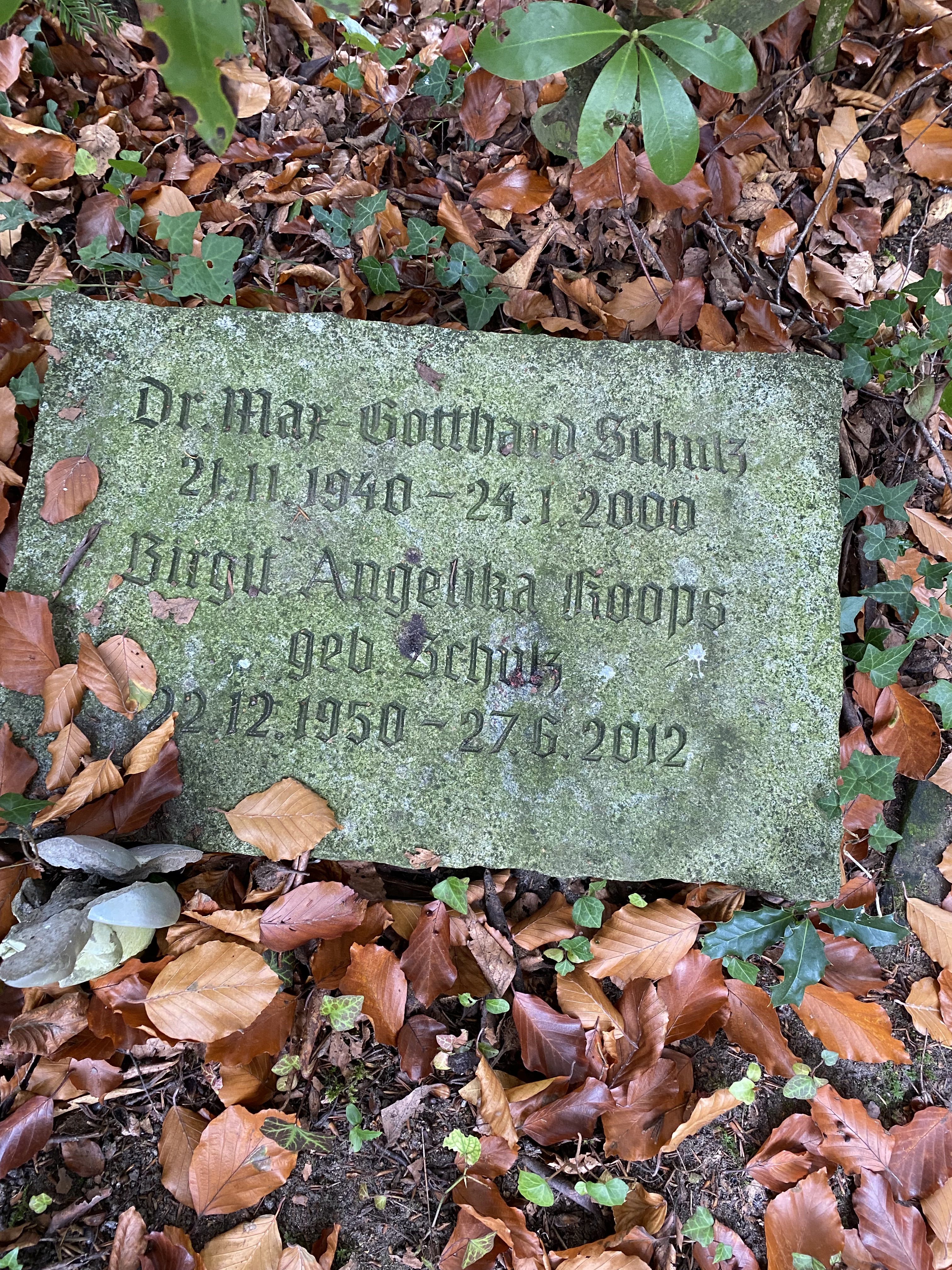
Kissenstein in der Familiengrabstätte

Für seine Diplom-Arbeit bei Hans-Rudolf von Gaertner kartierte er in der Warburger Störungszone in Hessen südlich Liebenau. Daraus ergab sich eine Feinstratigraphie des unteren Muschelkalks in Nordhessen (vier Großzyklen, mehrere kleinere Zyklen aus Variation von Salzgehalt, Strömungsverhältnissen im deutschen Muschelkalkmeer), die für weitere Kartierungen im deutschen Muschelkalk und allgemein das Verständnis zyklischer Karbonatsedimentation grundlegend war. In den 1970er Jahren war er im DFG-Schwerpunktprogramm Geologische Korrelationsforschung, wobei er unter Ulrich Lehmann am Geologischen Staatsinstitut in Hamburg in der Oberkreide von Lägerdorf, Hemmoor und Kronsmoor forschte und enge Kontakte zu Friedrich Schmid hatte. Er sammelte tausende Belemniten für seine Dissertation in Hamburg bei Lehmann (Morphometrisch-variationsstatistische Untersuchungen zur Phylogenie der Belemniten-Gattung Belemnella im Untermaastricht NW-Europas, 1978). Er konnte bei der Belemnitengattung die evolutionäre Entwicklung verfolgen und für stratigraphische Zwecke nutzen. Schulz setzte das als Assistent von Karl Krömmelbein in Kiel (ab 1975) fort, wobei er auch Stachelhäuter der Oberkreide einbezog (wie Asteroideen), und wurde dort 1986 habilitiert. 1991 wurde er Hochschuldozent in Kiel. Er starb 2000 nach schwerer Krankheit und wurde auf dem Nienstedtener Friedhof in Hamburg beigesetzt.
Er galt als führender Experte der Oberkreide von Lägerdorf und Kronsmoor. Mit Richard G. Bromley und Norman B. Peake untersuchte er die Entstehung von Paramoudras. Er publizierte auch über Belemniten und Echinodermen des Inoceram-Mergels von Siegsdorf in Oberbayern und die Belemniten der Oberkreide von Bornholm (mit W. K. Christensen 1997).

## Schriften
- Feinstratigraphie und Zyklengliederung des Unteren Muschelkalks in N-Hessen.-Mitt. Geol.-Paläont. Inst., Univ. Hamburg, 41, 1972, S. 133–170, 2 Abb., 6 Tab., 4 Taf.
- Das Schreibkreide-Richtprofil von Lägerdorf und Kronsmoor. DEUQUA-Tagung, Kiel 1992. Exkursionsführer B3, 1992, 65–86.
- mit W. Weitschat: The White Chalk (Coniacian-Maastrichen) of Lägerdorf and Kronsmoor (NGermany). In: J. Mutterlose, A. Bornemann, S. Rauter, C. Spaeth, C. J. Wood (Hrsg.), Key localities of the Northwest European Cretaceous, Bochumer geol. Geotechn. Arb., 48, 1998, S. 21–37